# Fatoumata Coulibaly (Schauspielerin)

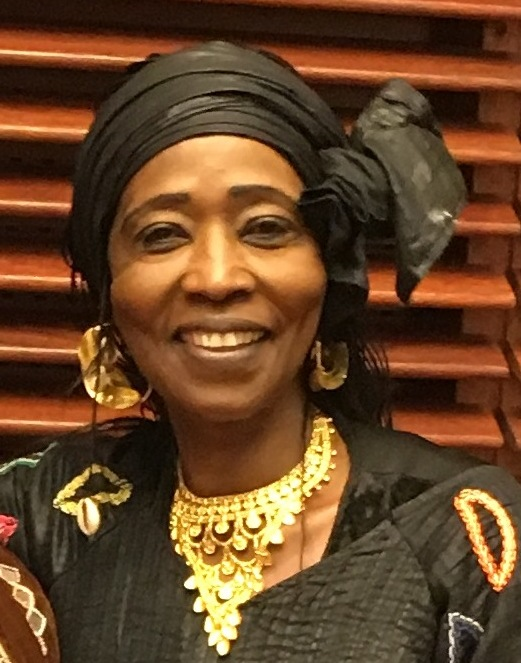
Fatoumata Coulibaly 2017.

Fatoumata Coulibaly ist eine Schauspielerin und Filmemacherin sowie Journalistin und Frauenrechtsaktivistin aus Mali. Sie kämpft vor allem gegen Weibliche Genitalverstümmelung (female genital mutilation, FGM).

## Leben

### Jugend
Coulibaly stammt aus einer Familie von Musikern und ihre Großmutter Bazéko Traoré war eine Sängerin und Musikerin aus der Region von Sikasso.

### Karriere
Coulibaly arbeitete zuerst als Radio-Journalistin und Ansagerin in Mali, bevor sie eine Idee für ein Schauspiel hatte. Dazu suchte sie den Filmemacher Ousmane Sow auf, der anregte, sie solle ein Drehbuch daraus machen.
Coulibaly konnte 1997 mit ihrer Rolle in dem Film N’Golo dit Papa erstmals internationale Anerkennung erhalten.
Coulibaly spielte dann 2004 die Hauptrolle im Film Moolaadé des senegalesischen Schriftstellers und Filmemachers Ousmane Sembène. In ihrer Rolle spielte sie Collé Gallo Ardo Sy, die zweite von drei Frauen eines Mannes in einem Dorf in Burkina Faso, die „moolaadé“ („magischen Schutz“) anwendet um Mädchen vor Genitalverstümmelung zu schützen. Coulibaly war selbst Opfer von Genitalverstümmelung geworden. Der Kritiker Roger Ebert gab dem Film vier von vier Sternen. Er schreibt: „für mich der beste Film in Cannes 2004, eine vibrierende Story mit Dringlichkeit und Leben. Er gibt ein starkes Statement und zu gleicher Zeit enthält er Humor, Charm und staunenswert visuelle SChönheit.“ 2005 wurde Coulibaly bei dem Cinemanila International Film Festival mit dem Preis für die Beste Schauspielerin für ihre Rolle als Collé ausgezeichnet. Der Film spielte eine große Rolle in der öffentlichen Wahrnehmung der FGM und Coulibaly hat seither für die Abschaffung gekämpft. Ihre Kampagne gegen FGM wurde in dem Film Africa on the Move: The Power of Song (2010) dokumentiert.
Coulibaly hat in zahlreichen Filmen, Fernsehserien und Theaterstücken gespielt.
2016 arbeitete Coulibaly für das Office de Radiodiffusion-Télévision du Mali (Büro für Rundfunk in Mali) (ORTM).

## Filmographie
- Guimba the Tyrant 1995.
- N’Golo dit Papa 1997.
- Aphrodite, the Garden of the Perfumes 1998.
- Moolaadé 2004, als Darstellerin
- Africa on the Move: The Power of the Song 2010.
- Tourbillon à Bamako 2012.